# Коломбия (Сан-Паулу)
Коломбия (порт. Colômbia) — муниципалитет в Бразилии, входит в штат Сан-Паулу. Составная часть мезорегиона Рибейран-Прету. Входит в экономико-статистический микрорегион Барретус. Население составляет 6451 человек на 2006 год. Занимает площадь 729,252 км². Плотность населения — 8,8 чел./км².

## Статистика
- Валовой внутренний продукт на 2003 составляет 316 573 733,00 реала (данные: Бразильский институт географии и статистики).
- Валовой внутренний продукт на душу населения на 2003 составляет 50 871,56 реала (данные: Бразильский институт географии и статистики).
- Индекс развития человеческого потенциала на 2000 составляет 0,763 (данные: Программа развития ООН).